# Lebensmittel- und Veterinärinstitut Oldenburg
Das Lebensmittel- und Veterinärinstitut Oldenburg (LVI OL) mit Sitz in Oldenburg ist eines von sechs Instituten des Niedersächsischen Landesamtes für Verbraucherschutz und Lebensmittelsicherheit (LAVES), das im Rahmen der amtlichen Lebensmittelüberwachung tätig ist. Im LVI OL werden Untersuchungen im Rahmen der amtlichen Lebensmittelüberwachung durchgeführt und hoheitliche Aufgaben in den Bereichen der Diagnostik und Bekämpfung von Tierkrankheiten wahrgenommen.

## Beschreibung und Organisation
Das Institut befindet sich an der Stadtgrenze von Oldenburg und vereint die Aufgaben und Untersuchungen des Lebensmittelinstitutes und des Veterinärinstitutes unter einem Dach.
Es ist für Untersuchungen aus der amtlichen Lebensmittelüberwachung in Niedersachsen und für die Bestimmung und Beurteilung von Tierkrankheiten, Tierseuchen und Verstößen aus dem Bereich des Tierschutzes zuständig. Aus den Aufgaben ergeben sich mehr als 1,5 Millionen Untersuchungen jährlich.
Die rund 250 Mitarbeiter im Institut setzen sich aus unterschiedlichen Berufsgruppen zusammen, wie Chemiker und Lebensmittelchemiker, technische Assistenten und Laboranten, Tierärzte sowie Laborhilfskräfte und Verwaltungsmitarbeiter.
Das LVI OL bildet jährlich Chemie- und Biologielaboranten aus. Zusätzlich ist das Institut an der Ausbildung von Lebensmittelchemikern, Tierärzten und Lebensmittelkontrolleuren beteiligt. Das LVI OL wurde im Jahr 2024 von der Industrie- und Handelskammer (IHK) Oldenburg mit dem Siegel „Top Ausbildung“ ausgezeichnet.

## Aufgaben
Die Aufgaben des Instituts sind durch zwei Arbeitsgebiete breit gefächert und gehen über die niedersächsischen Landesgrenzen hinaus. Es werden auch Probenuntersuchungen für die Länder der Norddeutschen Kooperation – NOKO – dem Untersuchungsverbund der Landeslabore der norddeutschen Länder Berlin, Brandenburg, Bremen, Hamburg, Mecklenburg-Vorpommern, Niedersachsen und Schleswig-Holstein durchgeführt.

### Tiergesundheit
Im Bereich der Tiergesundheit gehört zu den Aufgaben des Institutes die amtliche Diagnostik von Tierseuchen sowie von infektiösen Tierkrankheiten bei Nutz-, Haus- und einigen Wildtieren. Hier liegen die Schwerpunkte in der Untersuchung von anzeigepflichtigen Tierseuchen und meldepflichtigen Tierkrankheiten sowie von Zoonosen. Das Institut untersucht auf Hygienerisiken in den Schlacht- und Zerlegebetrieben sowie beim landwirtschaftlichen Erzeuger. Auch Rückstände von Antibiotika, Tierarzneimitteln und Kontaminanten wie Dioxinen und PCB in Tieren und Resistenzen in Mikroorganismen werden analysiert.
In der Pathologie des LVI OL können bei Bedarf auch verstorbene Zootiere sowie große Meeressäuger seziert werden, um so Erkenntnisse über Krankheits- und Todesursachen zu finden.
Die amtlichen Untersuchungen und Begutachtungen von tierschutzrelevanten Objekten auf die Einhaltung der Anforderungen an den Tierschutz gehören ebenfalls zu den Tätigkeiten des Institutes. Dazu gehört auch die sich daraus ergebende fachliche Beratung der einsendenden Veterinärmediziner der Landkreise oder beauftragten Tierärzte. In der Regel kommen die Proben für das Veterinärinstitut von den Amtstierärzten oder Tierärzten, aber auch von Jagdausübenden aus ganz Niedersachsen, wenn diese eine anzeigepflichtige Tierseuche oder andere infektiöse Krankheiten bei Tieren vermuten.

### Lebensmitteluntersuchung
Für den Bereich der amtlichen Lebensmitteluntersuchung werden die Proben aus risikoorientierten, gezielten und unangekündigten Probenahmen durch die Behörden der Lebensmittelüberwachung entnommen. In Niedersachsen sind das die Lebensmittelkontrolleure bei den Landkreisen und kreisfreien Städten. Die Proben können sowohl aus verpackter als auch loser Ware bestehen und werden aus dem Handel, beim Hersteller oder Direktvermarkter gezogen.
Im LVI OL werden neben einigen unverarbeiteten Lebensmitteln aus der Landwirtschaft besonders die verarbeiteten Nahrungsmittel untersucht.
Die wesentlichen Aufgaben sind hier im Einzelnen:
- Die amtliche Untersuchung (sensorisch, chemisch, histologisch, mikrobiologisch) und rechtliche Beurteilung folgender Lebensmittel:
  - Fleisch, Fleischerzeugnisse und Wurstwaren
  - frisches Obst, Gemüse und Kartoffeln
  - Käse und Erzeugnisse aus Käse
  - Milch und Milcherzeugnisse
  - Säuglingsnahrung
  - Speiseeis

- Neben den Standarduntersuchungen der Lebensmittelproben auch die folgenden speziellen Analytiken:
  - Untersuchung auf Dioxine, PCB und bestimmte andere organische Kontaminanten
  - Untersuchung auf Pflanzenschutzmittelrückstande
  - Radioaktivitätsmessungen in Lebensmitteln
  - Untersuchung von Erzeugnissen lebensmittelliefernder Tiere auf Rückstände (Arzneimittel, verbotene oder nicht zugelassene Stoffe, zugelassene Stoffe)

Basis aller Untersuchungen ist die stete Anwendung, Weiterentwicklung und Neuetablierung von modernen Labormethoden.

## Geschichte
Im Juli 2001 wurde das Lebensmittelinstitut und das Veterinärinstitut in Oldenburg dem neu gegründeten Landesamt für Verbraucherschutz und Lebensmittelsicherheit (LAVES) angegliedert. Um Synergieeffekte zu bündeln, wurden die beiden Oldenburger Institute 2012 zusammengefasst und es entstand das Lebensmittel- und Veterinärinstitut Oldenburg (LVI OL).
Die Räumlichkeiten des Veterinärinstitutes Oldenburg befanden sich bei der Neugründung des LAVES auf zwei Standorten. Am Standort Philosophenweg 36 in Oldenburg wurden 2004 neue Laborräume für die Rückstandsuntersuchungen ausgebaut. Nach zwei Jahren Umbauphase standen den Wissenschaftlern auf knapp 750 Quadratmetern Fläche modernste Analysegeräte zum Nachweis unerwünschter Rückstände, wie Hormone, Antibiotika oder andere Arzneimittel, in tierischen Lebensmitteln, wie Fleisch, Milch oder Eiern, zur Verfügung.
Am 29. Januar 2009 feierte das Veterinärinstitut in Oldenburg sein 70-jähriges Bestehen. Friedrich-Otto Ripke, damaliger Staatssekretär im Niedersächsischen Ministerium für Ernährung, Landwirtschaft, Verbraucherschutz und Landesentwicklung (ML), eröffnete die Festveranstaltung im ehemaligen Landtag in Oldenburg.
Das Lebensmittelinstitut des LVI OL war ursprünglich auf vier Standorte im Stadtgebiet von Oldenburg verteilt. Nach dem Einzug in den Neubau an der Martin-Niemöller-Str. im Oktober 2002 lief der Untersuchungsbetrieb unter einem Dach. Der für 23 Millionen Euro finanzierte Neubau umfasst moderne Labor- und Büroräume auf 5.100 Quadratmetern Nutzfläche.
Im Jahr 2012 wurde aus den beiden Instituten des LAVES das Lebensmittel- und Veterinärinstitut Oldenburg (LVI OL).
Nach Investitionen von 40 Millionen Euro schaffte das Land Niedersachsen am Standort in Oldenburg-Kreyenbrück ein hochmodernes Untersuchungszentrum. Der Neubau wurde direkt an das bisherige Gebäude des Lebensmittelinstituts errichtet und konnte 2019 bezogen werden. Auf einer weiteren Nutzfläche von 4.640 Quadratmetern entstanden mehr als 200 Räume – hochmoderne Labore sowie Büro-, Technik-, Lager- und Sozialräume. In dem neuen Trakt zog die Veterinärdiagnostik ein, unter anderem die Veterinärpathologie mit einer großen Sektionshalle.

## Leitung des Instituts
- 1993–2007: Manfred Ende – Leiter Lebensmittelinstitut Oldenburg (Staatliches Lebensmitteluntersuchungsamt Oldenburg)
- 1994–2010: Günter Thalmann[4] – Leiter des Staatlichen Veterinäruntersuchungsamtes Oldenburg, das durch die Gründung des LAVES ab 2001 zum Veterinärinstitutes Oldenburg wurde
- 2008–2010: Thomas Heberer[5] – Leiter Lebensmittelinstitut Oldenburg
- 2011–2018: Axel Preuss[6] – Leitung des Lebensmittel- und des Veterinärinstitutes Oldenburg
- 2018–2022: Jörg Lay[7]
- 2022–2023 (kommissarisch): Ute Mauermann
- 2023: Michaela Berges

## Besondere Ereignisse und Forschungsschwerpunkte
Das Institut ist nach DIN EN ISO/IEC 17025 akkreditiert. Die Norm ist für das Qualitätsmanagement in Laboren wichtig und stellt Anforderungen an die Kompetenz von Laboratorien. Primär geht es um die Qualität sowie die Verlässlichkeit der Prüf- und Kalibriermethoden sowie um die technischen Anforderungen an ein Labor. Demnach muss das Labor die Faktoren, die die Zuverlässigkeit und Richtigkeit der Prüfungen bestimmen, berücksichtigen und erfüllen. Das LVI OL arbeitet im Bereich dieser Qualitätssicherung kontinuierlich an der Erfüllung der neuen Normanforderungen.
Die internen Abläufe des LVI Oldenburg wurden 2019 zusätzlich durch drei externe Audits überprüft: Die US-amerikanische Aufsichtsbehörde Food Safety and Inspection Service (FSIS) prüfte die mikrobiologische Untersuchung von Fleischerzeugnissen, die für den Export in die USA vorgesehen sind. Auch China und Südkorea entsandten jeweils Inspektionsteams, um die Einhaltung von Anforderungen zum Export von Geflügelfleisch in diese Länder zu überprüfen. Das LVI Oldenburg konnte jeweils zum Erfolg der Audits beitragen. (7)
Ein besonderes Kooperationsprojekt wurde im Jahr 2019 im Bereich der Pflanzenschutzmittelanalytik begleitet. Zwei Mitarbeitende der staatlichen Kontrollstelle aus Ghana lernten in einer zweiwöchigen Hospitation im LVI OL die Untersuchung von Lebensmitteln auf Pflanzenschutzmittelrückstände nach europäischen Standards kennen.
Im Jahr 2021 wurde das Lebensmittel- und Veterinärinstitut Oldenburg mit dem Arne-Andersson-Award ausgezeichnet. Das Institut erhielt als einziger Preisträger in Deutschland diesen europäischen Preis – benannt nach dem schwedischen Pestizidwissenschaftler Arne Andersson – für herausragende Leistungen in europäischen Vergleichsuntersuchungen in der Pestizidanalytik. Alle Laboratorien, die Proben für die amtliche Kontrolle von Pflanzenschutzmittelrückständen analysieren, unterziehen sich gemeinschaftlichen Eignungsprüfungen, die von den zuständigen europäischen Referenzlaboratorien (EURLs) ausgerichtet werden. Bei der Einzelmethodenanalytik ging es darum, verschiedene Pestizidwirkstoffe, die nur durch unterschiedliche Analysenmethoden bestimmt werden können, zu identifizieren und mengenmäßig zu bestimmen. Das Pestizidrückstandslabor des LVI OL erreichte in den europäischen Vergleichsuntersuchungen der Jahre 2020 und 2021 in dieser Kategorie das beste Ergebnis unter mehr als 100 international teilnehmenden Laboren.